# Whitecloud-Gletscher
Der Whitecloud-Gletscher (von englisch white cloud ‚weiße Wolke‘) ist ein Gletscher im Grahamland auf der Antarktischen Halbinsel. Auf der Westseite der Trinity-Halbinsel fließt er in nördlicher Richtung zur Charcot-Bucht, die er unmittelbar westlich des Almond Point erreicht.
Das UK Antarctic Place-Names Committee benannte ihn 1960 deskriptiv nach den Wetterbedingungen, die der Falkland Islands Dependencies Survey bei der Vermessung des Gletschers im Jahr 1948 angetroffen hatte.